# Sapromyza abhorens
Sapromyza abhorens är en tvåvingeart som beskrevs av Shatalkin 1993. Sapromyza abhorens ingår i släktet Sapromyza och familjen lövflugor. Inga underarter finns listade i Catalogue of Life.